# Lampona hickmani
Lampona hickmani is een spinnensoort uit de familie Lamponidae. De soort komt voor in Tasmanië.